# Schermen op de Olympische Zomerspelen 1906

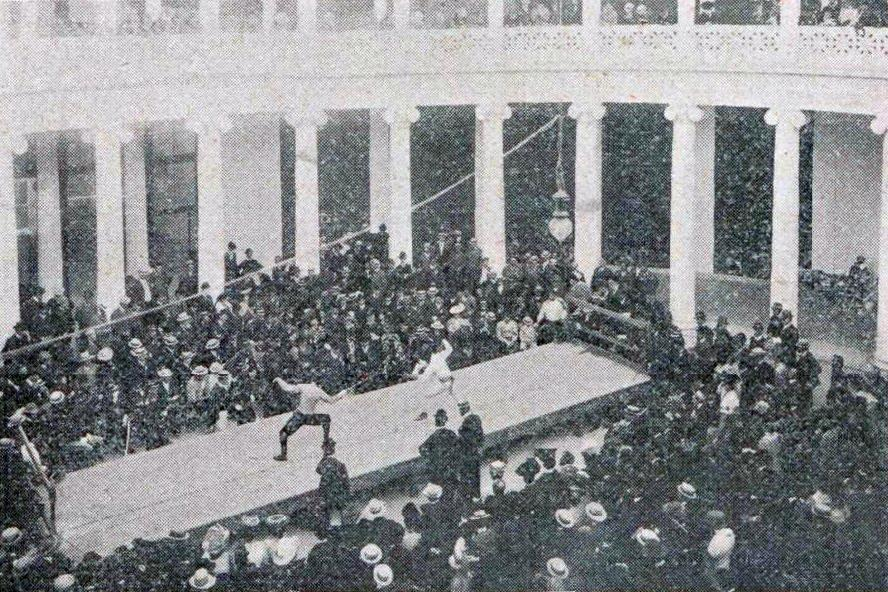
Schermen op de Olympische Zomerspelen 1906

Schermen is een van de sporten die beoefend werden tijdens de Olympische Zomerspelen 1906 in Athene. De Spelen worden tegenwoordig niet meer erkend door het Internationaal Olympisch Comité (IOC), evenals de behaalde medailles en olympische records.

## Heren

### Degen individueel
| rang   | sporter(s)              | land |
| ------ | ----------------------- | ---- |
| Goud   | Georges de la Falaise   | FRA  |
| Zilver | Georges Dillon-Cavanagh | FRA  |
| Brons  | Hendrik van Blijenburgh | NED  |

### Degen voor schermleraren
| rang   | sporter(s)      | land |
| ------ | --------------- | ---- |
| Goud   | Cyril Verbrugge | BEL  |
| Zilver | Carlo Gandini   | ITA  |
| Brons  | Ioannis Raissis | GRE  |

### Degen team
| rang   | sporter(s)                                                                              | land |
| ------ | --------------------------------------------------------------------------------------- | ---- |
| Goud   | Georges Dillon-Cavanagh Georges de la Falaise Pierre Georges Louis d'Hughes Cyrill Mohr | FRA  |
| Zilver | William Grenfell Cosmo Duff-Gordon Charles Robinson Edgar Seligman                      | GBR  |
| Brons  | Constant Cloquet Edmond Crahay Philippe le Hardy Fernand de Montigny                    | BEL  |

### Floret
| rang   | sporter(s)                    | land |
| ------ | ----------------------------- | ---- |
| Goud   | Georges Dillon-Cavanagh       | FRA  |
| Zilver | Gustav Casmir                 | GER  |
| Brons  | Pierre Georges Louis d'Hughes | FRA  |

### Sabel individueel
| rang   | sporter(s)         | land |
| ------ | ------------------ | ---- |
| Goud   | Ioannis Georgiadis | GRE  |
| Zilver | Gustav Casmir      | GER  |
| Brons  | Federico Cesarano  | ITA  |

### Sabel voor schermleraren
| rang   | sporter(s)      | land |
| ------ | --------------- | ---- |
| Goud   | Cyril Verbrugge | BEL  |
| Zilver | Ioannis Raissis | GRE  |
| Brons  | niet uitgereikt |      |

### Sabel, 3 treffers
| rang   | sporter(s)        | land |
| ------ | ----------------- | ---- |
| Goud   | Gustav Casmir     | GER  |
| Zilver | George van Rossem | NED  |
| Brons  | Péter Tóth        | ITA  |

### Sabel team
| rang   | sporter(s)                                                                        | land |
| ------ | --------------------------------------------------------------------------------- | ---- |
| Goud   | Gustav Casmir Jakob Erckrath de Bary August Petri Emil Schön                      | GER  |
| Zilver | Ioannis Georgiadis Menelaos Sakorafos Khristos Zorbas Triantafyllos Kordogiannis  | GRE  |
| Brons  | James Melvill van Carnbée Johannes Osten George van Rossem Maurits van Löben Sels | NED  |

## Medaillespiegel
| rang   | land             | goud | zilver | brons | totaal |
| ------ | ---------------- | ---- | ------ | ----- | ------ |
| 1      | Frankrijk        | 3    | 1      | 1     | 5      |
| 2      | Duitsland        | 2    | 2      | 0     | 4      |
| 3      | Griekenland      | 1    | 2      | 1     | 4      |
| 4      | België           | 2    | 0      | 1     | 3      |
| 5      | Nederland        | 0    | 1      | 2     | 3      |
| 6      | Italië           | 0    | 1      | 1     | 2      |
| 7      | Groot-Brittannië | 0    | 1      | 0     | 1      |
| 8      | Hongarije        | 0    | 0      | 1     | 1      |
| totaal | totaal           | 8    | 8      | 8     | 24     |